# MG 18 TuF
La MG 18 TuF, de l'alemany Maschinengewehr 18 Tank und Flieger, fou una metralladora pesant de l'Imperi Alemany dissenyada l'any 1917 com a arma antitancs i antiaèria.
Després de l'aparició en massa de tancs i avions durant la Primera Guerra Mundial, els alemanys van començar a dissenyar armes per contrarestar-los. Inicialment es va desenvolupar la munició 13,2x97SR TuF (Tank und Flieger, tancs i avions), per usar-se amb el fusell antitancs Mauser 1918 T-Gewehr. Aprofitant aquest nou cartutx també es va iniciar el desenvolupament d'una metralladora, basant-se en el model experimental de metralladora de propòsit general MG 16, tot i que estèticament era similar a una petita MG 08.
A causa del seu elevat pes, les MG 18 TuF es desplegaven sobre una muntura amb rodes, model M1916. La fàbrica encarregada de la producció fou la Maschinenfabrik Augsburg-Nürnberg, que en va produir 100 de les 6.000 originalment planificades. Els models fabricats mai van arribar a entrar en combat. Durant el Tractat de Versalles, després de perdre la Primera Guerra Mundial, els aliats van prohibir a Alemanya desenvolupar tancs, avions, submarins i també noves armes antitancs.

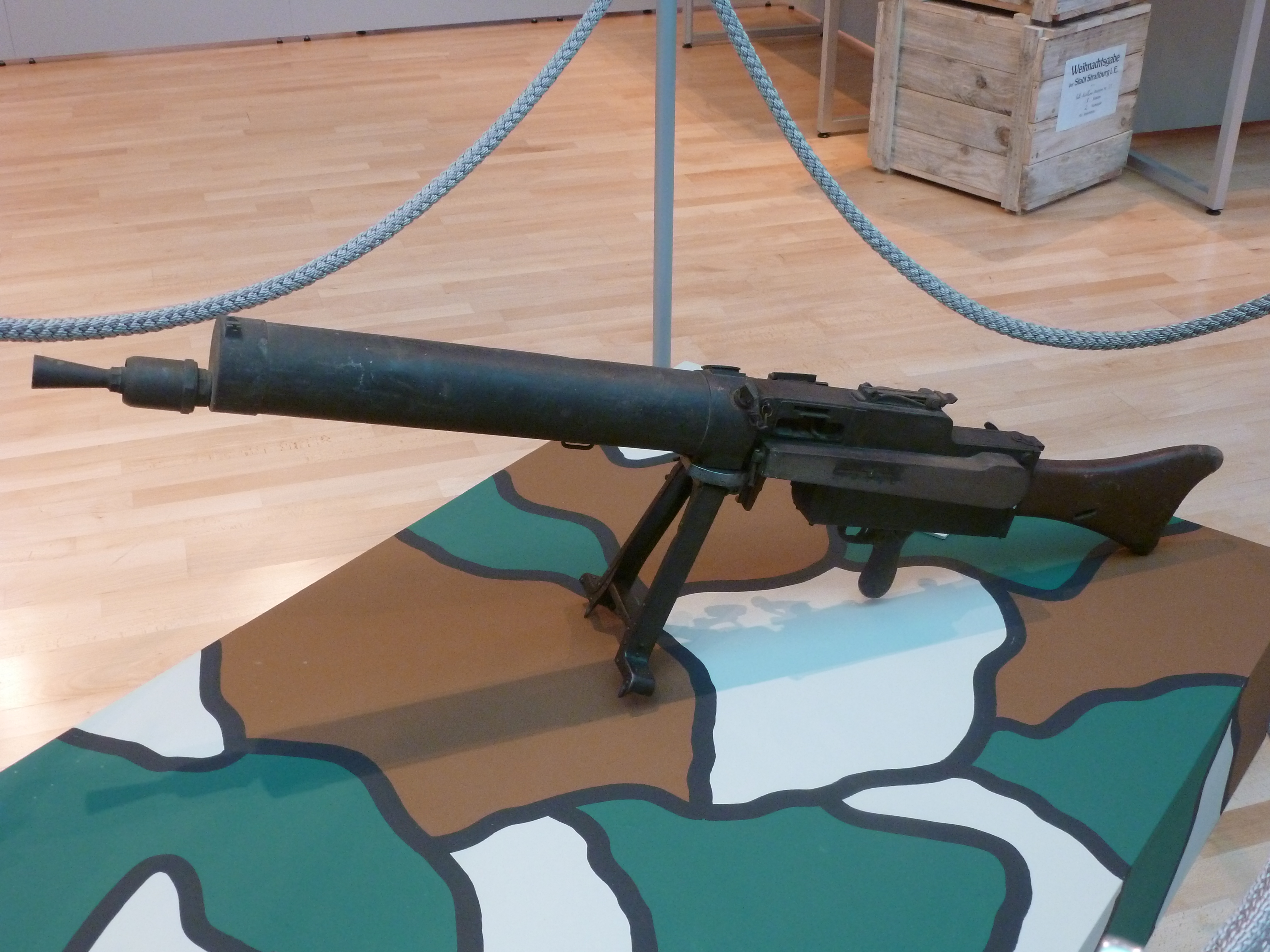
Una Mg 08, que era la versió original i petita de la Mg 18.